# CHD4
Геликазный хромодомен ДНК-связывающего белка 4 — фермент, кодируемый у человека геном CHD4.
Продукт этого гена относится к семейству геликаз SNF2/RAD54. Оно представляет собой основной компонент нуклеосомного ремоделирования и комплекса деацетилаз и играет важную роль в эпигенетической репрессии транскрипции. У пациентов с дерматомиозитом вырабатываются антитела против этого белка.

## Взаимодействия
CHD4, как было выявлено, взаимодействует с HDAC1, гистондезацетилазой 2, MTA2, SATB1 и ATR.